# Aeroportul Surkhet
Aeroportul Surkhet (IATA: SKH, ICAO: VNSK) este un aeroport din Nepal ce deservește zona Birendranagar⁠(d). Aeroportul a fost tranzitat în 2019 de 19.941 de pasageri.
Situat la o altitudine de 72 m, aeroportul dispune de o singură pistă.